# Kalisalak (Kedung Banteng)
Kalisalak is een bestuurslaag (kelurahan) in het onderdistrict (kecamatan) Kedung Banteng in het regentschap Banyumas van de provincie Midden-Java, Indonesië. Kalisalak telt 2537 inwoners (volkstelling 2010).